# Испания на «Детском Евровидении — 2022»
Испания участвовала в «Детском Евровидении — 2022», которое прошло 11 декабря 2022 года в Ереване, Армения. На конкурсе страну представил Карлос Ихес с песней «Señorita». Он занял шестое место, набрав 137 баллов.

## До «Детского Евровидения»
Впервые с 2006 года испанский телевещатель RTVE использовал открытый приём заявок для отбора на «Детское Евровидение — 2022». Отбор прошёл в два этапа: на первом этапе участники должны были прислать исполнение двух песен (первую по своему выбору, а вторую — ту, которая представляла Испанию на «Евровидении» или «Детском Евровидении»). Из 95 присланных заявок, оценочная комиссия выбрала нескольких участников для участия во втором этапе кастинга, прошедшего в Мадриде. В конце концов, 3 октября 2022 года Карлос Ихес был представлен в качестве представителя Испании на «Детском Евровидении — 2022». Песня Карлоса, «Señorita», была представлена 3 ноября 2022 года.

## На «Детском Евровидении»
Финал конкурса транслировали телеканалы La 1, TVE Internacional и TVE 4K, комментаторами которых были Тони Агуилар и Хулия Варела, а результаты голосования испанского жюри объявил Хуан Диего Альварес. Карлос выступил под одиннадцатым номером — после Северной Македонии и перед Великобританией, и занял шестое место, набрав 137 баллов.

### Раздельные результаты голосования
| Раздельные результаты голосования Испании | Раздельные результаты голосования Испании | Раздельные результаты голосования Испании | Раздельные результаты голосования Испании | Раздельные результаты голосования Испании | Раздельные результаты голосования Испании | Раздельные результаты голосования Испании | Раздельные результаты голосования Испании | Раздельные результаты голосования Испании | Раздельные результаты голосования Испании |
| №                                         | Страна                                    | Член жюри A                               | Член жюри B                               | Член жюри C                               | Член жюри D                               | Член жюри E                               | Место                                     | Баллы                                     |                                           |
| ----------------------------------------- | ----------------------------------------- | ----------------------------------------- | ----------------------------------------- | ----------------------------------------- | ----------------------------------------- | ----------------------------------------- | ----------------------------------------- | ----------------------------------------- | ----------------------------------------- |
| 1                                         | Нидерланды                                | 2                                         | 3                                         | 4                                         | 3                                         | 3                                         | 3                                         | 8                                         |                                           |
| 2                                         | Польша                                    | 13                                        | 5                                         | 10                                        | 14                                        | 7                                         | 9                                         | 2                                         |                                           |
| 3                                         | Казахстан                                 | 14                                        | 15                                        | 14                                        | 15                                        | 14                                        | 15                                        |                                           |                                           |
| 4                                         | Мальта                                    | 9                                         | 6                                         | 5                                         | 4                                         | 8                                         | 6                                         | 5                                         |                                           |
| 5                                         | Италия                                    | 8                                         | 14                                        | 9                                         | 9                                         | 13                                        | 12                                        |                                           |                                           |
| 6                                         | Франция                                   | 4                                         | 7                                         | 2                                         | 8                                         | 4                                         | 5                                         | 6                                         |                                           |
| 7                                         | Албания                                   | 7                                         | 8                                         | 13                                        | 11                                        | 15                                        | 11                                        |                                           |                                           |
| 8                                         | Грузия                                    | 5                                         | 2                                         | 1                                         | 2                                         | 1                                         | 2                                         | 10                                        |                                           |
| 9                                         | Ирландия                                  | 11                                        | 13                                        | 8                                         | 5                                         | 9                                         | 8                                         | 3                                         |                                           |
| 10                                        | Северная Македония                        | 15                                        | 11                                        | 15                                        | 12                                        | 12                                        | 14                                        |                                           |                                           |
| 11                                        | Испания                                   |                                           |                                           |                                           |                                           |                                           |                                           |                                           |                                           |
| 12                                        | Великобритания                            | 6                                         | 12                                        | 7                                         | 13                                        | 6                                         | 7                                         | 4                                         |                                           |
| 13                                        | Португалия                                | 1                                         | 4                                         | 6                                         | 6                                         | 5                                         | 4                                         | 7                                         |                                           |
| 14                                        | Сербия                                    | 10                                        | 9                                         | 12                                        | 7                                         | 11                                        | 10                                        | 1                                         |                                           |
| 15                                        | Армения                                   | 3                                         | 1                                         | 3                                         | 1                                         | 2                                         | 1                                         | 12                                        |                                           |
| 16                                        | Украина                                   | 12                                        | 10                                        | 11                                        | 10                                        | 10                                        | 13                                        |                                           |                                           |

### Голосование
| Баллы                                                   | Страна                               |
| ------------------------------------------------------- | ------------------------------------ |
| 12 баллов                                               | Великобритания                       |
| 10 баллов                                               | Мальта                               |
| 8 баллов                                                | Армения                              |
| 7 баллов                                                |                                      |
| 6 баллов                                                |                                      |
| 5 баллов                                                | Северная Македония                   |
| 4 балла                                                 | Албания Украина Франция              |
| 3 балла                                                 | Нидерланды                           |
| 2 балла                                                 | Казахстан Португалия                 |
| 1 балл                                                  | Грузия Ирландия Италия Польша Сербия |
| Испания получила 78 баллов по итогам онлайн-голосования |                                      |

| Баллы     | Страна         |
| --------- | -------------- |
| 12 баллов | Армения        |
| 10 баллов | Грузия         |
| 8 баллов  | Нидерланды     |
| 7 баллов  | Португалия     |
| 6 баллов  | Франция        |
| 5 баллов  | Мальта         |
| 4 балла   | Великобритания |
| 3 балла   | Ирландия       |
| 2 балла   | Польша         |
| 1 балл    | Сербия         |